# Agelena canariensis
Agelena canariensis là một loài nhện trong họ Agelenidae.
Loài này thuộc chi Agelena. Agelena canariensis được Hippolyte Lucas miêu tả năm 1838.